# ویلیام هیگ
ویلیام جفرسون هیگ (به انگلیسی: William Jefferson Hague) ، بارون هیگ از ریچموند متولد ۲۶ مارس ۱۹۶۱ یک سیاست‌مدار انگلیسی که سمت وزارت امورخارجه بریتانیا را از ۲۰۱۰ تا ۲۰۱۴ برعهده داشت.

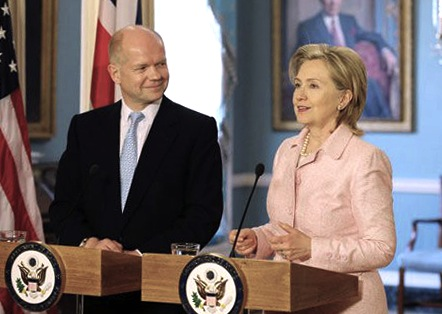

او از اعضای حزب محافظه‌کار است و در خلال سال ۱۹۹۷ تا ۲۰۰۱ رهبری این حزب را برعهده داشته‌است.
ویلیام هیگ در سال ۲۰۱۰ همزمان با پیروزی محافظه کاران، وزیر خارجه بریتانیا شد. وی روز ۱۴ ژوئیه همزمان با ترمیم کابینه دولت بریتانیا، از مقامش کناره گیری کرد. ویلیام هیگ چهار سال این سمت را به عهده داشت. او نماینده پارلمان ریچموند (یورکس) در یورکشایر شمالی از سال 1989 تا  2015 بود. او در دولت کامرون به عنوان وزیر اول امور خارجه از 2010 تا 2015، وزیر امور خارجه از سال 2010 تا 2014 و رهبر مجلس عوام از سال 2014 تا 2015 خدمت کرد.
هیگ در مدرسه جامع وات-آپون-دیرن، دانشگاه آکسفورد و اینسید تحصیل کرد و متعاقباً در یک انتخابات میان‌دوره‌ای در سال 1989 به مجلس عوام انتخاب شد. در سال 1995 به عنوان وزیر امور خارجه ولز به کابینه رسید. پس از شکست محافظه کاران در انتخابات سراسری 1997 توسط حزب کارگر، وی در 36 سالگی به عنوان رهبر حزب محافظه کار انتخاب شد.
هیگ پس از انتخابات عمومی در سال 2001، پس از دومین شکست حزبش، که در آن محافظه‌کاران تنها یک کرسی به دست آوردند، از رهبری محافظه‌کاران استعفا داد. او به نیمکت‌ اعضا بازگشت و به‌عنوان یک نویسنده به‌دنبال زندگی‌نامه ویلیام پیت جوان و ویلیام ویلبرفورس شد. او همچنین چندین سمت مدیریت داشت و به عنوان مشاور و سخنران عمومی فعالیت می کرد.
پس از اینکه دیوید کامرون در سال 2005 به عنوان رهبر حزب محافظه کار انتخاب شد، هیگ دوباره به عنوان وزیر خارجه در سایه به کابینه سایه منصوب شد. او همچنین نقش عضو ارشد کابینه سایه را نیز بر عهده گرفت و به عنوان معاون کامرون خدمت کرد. پس از تشکیل دولت ائتلافی در سال 2010، هیگ به عنوان وزیر امور خارجه و وزیر امور خارجه منصوب شد. کامرون او را «معاون اجرائی سیاسی خود» توصیف کرد. در 14 ژوئیه 2014، هیگ از سمت وزیر امور خارجه کنار رفت و رهبر مجلس عوام شد. او در انتخابات عمومی 2015 مجدداً نامزد نشد و ریشی سوناک جانشین او شد. او در 9 اکتبر 2015 در فهرست افتخارات سال 2015 یک درجه افتخاری مادام العمر دریافت کرد.

## سنین جوانی و تحصیلات
هیگ در 26 مارس 1961 در روترهام، یورکشایر، انگلستان به دنیا آمد. او ابتدا در مدرسه گرامر ریپون تحصیل کرد و سپس به مدرسه جامع وات-آپون-دیرن که یک مدرسه متوسطه دولتی در نزدیکی روترهام بود رفت. پدر و مادرش، نایجل و استلا هیگ، یک کسب و کار تولید نوشیدنی را اداره می کردند که او در تعطیلات مدرسه در آنجا کار می کرد.
او اولین بار در سن 16 سالگی با سخنرانی محافظه کاران در کنفرانس ملی سالانه آنها در سال 1977 به تیتر خبرهای ملی تبدیل شد. او در سخنرانی خود خطاب به نمایندگان گفت: «نیمی از شما تا 30 یا 40 سال دیگر اینجا نخواهید بود...، اما اگر دولت کارگری در قدرت باقی خواهد ماند، و دیگران باید با عواقب ناشی از حکومت کارگری زندگی کنند». کِنِت رز در آن زمان در دفتر خاطرات خود نوشت که پیتر کارینگتون به او گفت که "او و چند تن دیگر از محافظه‌کاران از سخنرانی بسیار تکان‌دهنده یک پسر مدرسه‌ای شانزده ساله به نام ویلیام هیگ دچار تهوع شدند. پیتر به نورمن سنت جان گفت: "اگر او در شانزده سالگی به همان اندازه مغرور و مطمئن باشد، سی سال دیگر چگونه خواهد بود؟ نورمن پاسخ داد: "مثل او مثل مایکل هسلتین خواهد شد".
هیگ در کالج ماگدالن، آکسفورد، در رشته فلسفه، سیاست و اقتصاد تحصیل کرد و با درجه الف فارغ التحصیل شد. او رئیس انجمن محافظه‌کاران دانشگاه آکسفورد  بود، اما در روند انتخاب جانشین خود «به تخلفات انتخاباتی محکوم شد».دیوید بلر، مورخ رسمی انجمن، خاطرنشان می کند که هیگ در واقع بر اساس برنامه ای انتخاب شد که متعهد به پاکسازی انجمنبود، اما با این اتهامات مبنی بر سوء استفاده از موقعیت خود هویت او خدشه دار شد. هیگ بازی کلاسیک استفاده از اختیارات خود را به عنوان رئیس انجام می داد تا جناح خود را در قدرت نگه دارد و هیگ به درستی انتخاب شد... اتهامات پر کردن صندوق های رای به شکل آشکار وجود داشت.
او همچنین به‌عنوان رئیس اتحادیه آکسفورد، مسیری آزاد برای ورود به سیاست داشت. پس از آکسفورد، هیگ برای اخذ مدرک کارشناسی ارشد مدیریت بازرگانی (MBA) در اینسید ادامه تحصیل داد. او سپس به عنوان مشاور مدیریت در مک کینزی و شرکا، جایی که آرچی نورمن مربی او بود، کار کرد.

## وزارت امور خارجه
نخستین انتصاب دیوید کامرون نخست وزیر وقت بریتانیا، آقای هیگ به عنوان وزیر خارجه بود. او همچنین عنوان افتخاری وزیر اول امور خارجه را به خود اختصاص داد. در اولین سفر خارجی خود به عنوان وزیر خارجه بریتانیا، هیگ با هیلاری کلینتون وزیر امور خارجه ایالات متحده در واشنگتن ملاقات کرد.
در اوت 2010، هیگ یک سیاست خارجی مبتنی بر ارزش ها را تعیین کرد و اظهار داشت: "ما نمی توانیم بدون وجدان، سیاست خارجی داشته باشیم. سیاست خارجی سیاست داخلی است که بزرگ نوشته شده است. ارزش‌هایی که ما در داخل با آن زندگی می‌کنیم در سواحل ما متوقف نمی‌شود. حقوق بشر تنها موضوعی نیست که تعیین کننده سیاست خارجی است، بلکه از آن جدایی ناپذیر است، به ویژه به این دلیل که پیامدهای شکست سیاست خارجی انسانی است.
هیگ در ادامه گفت: «در این دولت هیچ گونه تنزل حقوق بشر وجود نخواهد داشت و در برابر تعهدات ما در قبال کمک‌ها و توسعه، مقاومتی صورت نخواهد گرفت». وی ادامه داد: «در واقع من قصد دارم فعالیت حقوق بشری خود را بهبود بخشیم و تقویت کنم. با این حال، در مارس 2011، هیگ توسط کاردینال کیت اوبراین به دلیل افزایش کمک های مالی به پاکستان علیرغم وجود آزار و اذیت اقلیت مسیحی در این کشور مورد انتقاد قرار گرفت: «افزایش کمک به دولت پاکستان زمانی که آزادی مذهبی حمایت نمی‌شود و کسانی که برای آزادی مذهبی صحبت می‌کنند روا نیست؛ این یک نمونه بارز سیاست خارجی ضد مسیحیت است».
در سپتامبر 2011، هیگ به برنامه پرونده در چهار شبکه چهار رادیو بی‌بی‌سی درباره تحقیقات پیرامون جاسوسان سایبری در مورد قانونی بودن نظارت سایبری داخلی و صادرات این فناوری از بریتانیا به کشورهایی با سوابق مشکوک حقوق بشر گفت که بریتانیا یک سیستم مجوز صادرات قوی دارد. این برنامه همچنین تأییدیه ای را از دپارتمان نوآوری و مهارت های کسب و کار بریتانیا دریافت کرد که محصولات نظارت سایبری که رمزگشایی می‌کنند، نیازی به مجوز صادرات ندارند.
در ژوئن 2012، زمانی که، نخست وزیر وقت دیوید کامرون و نیک کلگ معاون او، خارج از کشور بودند هیگ به جای ایشان در جلسات استیضاح پارلمان حضور یافت.
در ژانویه 2013، هیگ به عنوان وزیر امور خارجه از نیوزیلند بازدید کرد و با وزرای دولت نیوزلند موری مک کالی و دیوید شیرر گفتگو کرد. در مارس 2013، هیگ برنامه رهبران بین المللی را تأسیس کرد که برای شناسایی و توسعه مشارکت بین رهبران جهانی آینده طراحی شده بود؛ هیگ، پس از استعفای مشاور ویژه و دوست دیرینه اش به دلیل شایعاتی در مورد رابطه بین این دو مرد، مجبور شد یک بیانیه عمومی فوق العاده صادر کند و همجنس گرا بودن خود را رد کند. بیانیه ای که به دلیل جزئیات آن در مورد زندگی زناشویی او قابل توجه بود.

## درگیری اسرائیل و فلسطین
هیگ پس از دیدار با فلسطینی‌هایی که روبه‌روی دیوار اسرائیل در کرانه باختری تظاهرات کردند، مورد انتقاد رهبران اسرائیل قرار گرفت. او با نیت منع خشونت ابراز همبستگی کرد و به اظهارات فعالان چپ و فلسطینی گوش داد. تسیپی لیونی، رهبر اپوزیسیون اسرائیل این اظهارات را محکوم کرد و گفت: دیوارهای امنیتی جان‌ها را نجات داده است و ساخت آن ضروری بود. این دیوار حائل، اسرائیل را از شهرهای فلسطینی جدا کرده است و واقعیت را در اسرائیل به کلی تغییر داده است، جایی که شهروندان هر روز در معرض رعب و وحشت قرار داشتند.

## اعتراضات خاورمیانه در سال 2011
در فوریه 2011 نیروهای امنیتی بحرین هزاران معترض ضد دولتی را در میدان لولو در مرکز منامه، پایتخت بحرین، متفرق کردند. هیگ به مجلس عوام اطلاع داد که وی بر لزوم اقدام مسالمت آمیز در برخورد با معترضان تاکید کرده است: "حداقل سه نفر در این عملیات جان خود را از دست دادند و صدها نفر دیگر زخمی شدند. ما به شدت نگران مرگ هایی هستیم که رخ داده است.